# Edison Flores
Edison Michael Flores Peralta (født 15. maj 1994) er en peruviansk professionel fodboldspiller, som spiller for Primera División del Perú-klubben Universitario de Deportes, hvor han er lånt til fra Atlas, og Perus landshold.
Han har tidligere spillet for Universitario, Villarreal CF og AaB.

## Karriere

### Universitario de Deportes
Flores fik sin officielle ligadebut i Torneo Descentralizado den 31. juli 2011 imod Juan Aurich i den 16. runde i 2011-12-sæsonen i en alder af 17 år. Han blev skiftet ind i det 64. minut i stedet for Andy Polo i et 1-0-nederlaget ude.
Han spillede i den 23. spillerunde sit første peruvianske klassikeropgør El Clásico Peruano den 24. september hjemme på Monumental. Modstanderen Alianza Lima var på dette tidspunkt nummer et i ligaen. Han blev skiftet ind i 68. minut i stedet for Miguel Angel Torres, da stillingen var 1-1. Han assisterede til Martin Morels vindermål i det 92. minut af derbyet, der dermed endte med en 2-1-sejr.

### Villareal
Det blev annonceret den 31. august 2012, at Flores havde skrevet under med Villarreals reservehold Villarreal B.

### AaB
Han skiftede den 11. august 2016 til den danske klub AaB, hvor han skrev under på en fireårig aftale.
Han fik sin debut for AaB fire dage senere, da han blev skiftet ind i det 69. minut i stedet for Christian Bassogog i en 2-1-sejr hjemme over Esbjerg fB, og den 28. august scorede han sit første mål for klubben i en 2-1-sejr over AGF, da han scorede det udlignende mål til 1-1.

### Monarcas Morelia
Efter at have deltaget ved VM i fodbold 2018 udeblev Flores fra træningen i AaB uden accept fra klubbens side. Han skiftede den 28. august 2018 til den mexicanske klub Monarcas Morelia.

## Hæder

### Klub
Universitario de Deportes
- Copa Libertadores U/20 (1): Copa Libertadores U/20 2011

### Individuelt
- Copa Libertadores U/20 2011 - bedste spiller